# Hypomyces chrysospermus
Hypomyces chrysospermus es una especie de hongo ascomicete de la familia Hypocreaceae. Esta especie parasita setas del orden Boletales, aunque también se puede encontrar en setas del género Paxillus. Se distribuye por Europa, Asia, América del Norte y el oeste de Australia. No es comestible y posiblemente sea venenoso.

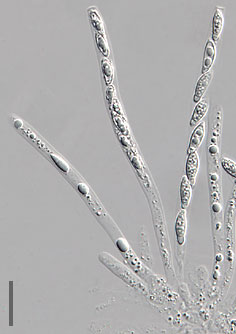
Esporas y ascas.

Tiene tres fases, la primera es de color blanco y cubre la superficie de la seta infectada, después se vuelve de color amarillo intenso y termina en una fase de color rojizo o marrón, aunque es raro encontrar ejemplares en esta última fase. Durante está última fase se producen pequeñas estructuras en la superficie, parecidas a granos, donde se encuentran las esporas sexuales del hongo. Este hongo causa la deformación de las setas que infecta.